# 维克托·林德伯格
维克托·林德伯格（英語：Victor Lindberg，1875年7月26日—），或译维克托·林德贝里（瑞典語：Victor Lindberg），新西兰男子水球运动员。他曾代表英国参加1900年夏季奥林匹克运动会水球比赛，获得一枚金牌。